# Любач (Курская область)
Любач — посёлок в Медвенском районе Курской области России. Входит в состав Вышнереутчанского сельсовета.

## География
Посёлок находится на юге центральной части Курской области, в пределах Среднерусской возвышенности, в лесостепной зоне, на расстоянии примерно 16 км (по прямой) к юго-западу от Медвенки, административного центра района. Абсолютная высота — 229 м над уровнем моря.

### Климат
Климат характеризуется как умеренно континентальный, с тёплым летом и умеренно холодной зимой. Среднегодовая температура воздуха — 5,5 °C. Абсолютный минимум температуры воздуха самого холодного месяца (января) составляет −37 °C; абсолютный максимум самого тёплого месяца (июля) — 35 °C. Безморозный период длится около 151 дня в году. Среднегодовое количество атмосферных осадков составляет 587 мм, из которых большая часть выпадает в тёплый период.
| Показатель                                                                     | Янв. | Фев. | Март | Апр. | Май  | Июнь | Июль | Авг. | Сен. | Окт. | Нояб. | Дек. | Год  |
| ------------------------------------------------------------------------------ | ---- | ---- | ---- | ---- | ---- | ---- | ---- | ---- | ---- | ---- | ----- | ---- | ---- |
| Средний суточный максимум, °C                                                  | −4   | −2,9 | 3    | 13   | 19,4 | 22,7 | 25,2 | 24,7 | 18,2 | 10,6 | 3,5   | −1,1 | 11,0 |
| Средняя температура, °C                                                        | −6,1 | −5,5 | −0,6 | 8,2  | 14,7 | 18,4 | 20,9 | 20   | 14   | 7,3  | 1,2   | −3,1 | 7,5  |
| Средний суточный минимум, °C                                                   | −8,5 | −8,6 | −4,6 | 2,8  | 9,1  | 13   | 15,8 | 14,9 | 9,7  | 4    | −1,1  | −5,3 | 3,4  |
| Норма осадков, мм                                                              | 51   | 44   | 49   | 50   | 63   | 68   | 73   | 54   | 56   | 56   | 47    | 50   | 661  |
| Источник: Погода по месяцам c ru.climate-data.org(дата обращения: Апрель 2022) |      |      |      |      |      |      |      |      |      |      |       |      |      |

### Часовой пояс
Посёлок Любач, как и вся Курская область, находится в часовой зоне МСК (московское время). Смещение применяемого времени относительно UTC составляет +3:00.

## Население
| 2002 | 2010 |
| ---- | ---- |
| 289  | ↘248 |

### Половой состав
По данным Всероссийской переписи населения 2010 года в половой структуре населения мужчины составляли 47,2 %, женщины — соответственно 52,8 %.

### Национальный состав
Согласно результатам переписи 2002 года, в национальной структуре населения русские составляли 97 %.

## Известные уроженцы
- Константинов, Иван Егорович (1919—2006) — советский военнослужащий, майор, Герой Советского Союза.

## Инфраструктура
Личное подсобное хозяйство. В посёлке 44 дома.

## Транспорт
Любач находится в 19 км от автодороги федерального значения М2 «Крым» (часть европейского маршрута E 105), при автодорогe межмуниципального значения 38Н-185 (М-2 «Крым» — Гахово), в 30,5 км от ближайшего ж/д остановочного пункта 439 км (линия Льгов I — Курск).
В 93 км от аэропорта имени В. Г. Шухова (недалеко от Белгорода).